# Beronono (Mahabo)
Beronono est une commune urbaine malgache située dans la partie sud-est de la région du Menabe.